# Liste des phares d'Islande
Cette liste recense les phares et feux balisant les côtes de l'Islande.
Les phares en Islande sont sous la gestion de l'Administration maritime islandaise (Siglingastofnun). En islandais, le mot pour phare est viti (pluriel: vitar).

## Phares desVestfirðir

### Breiðafjörður

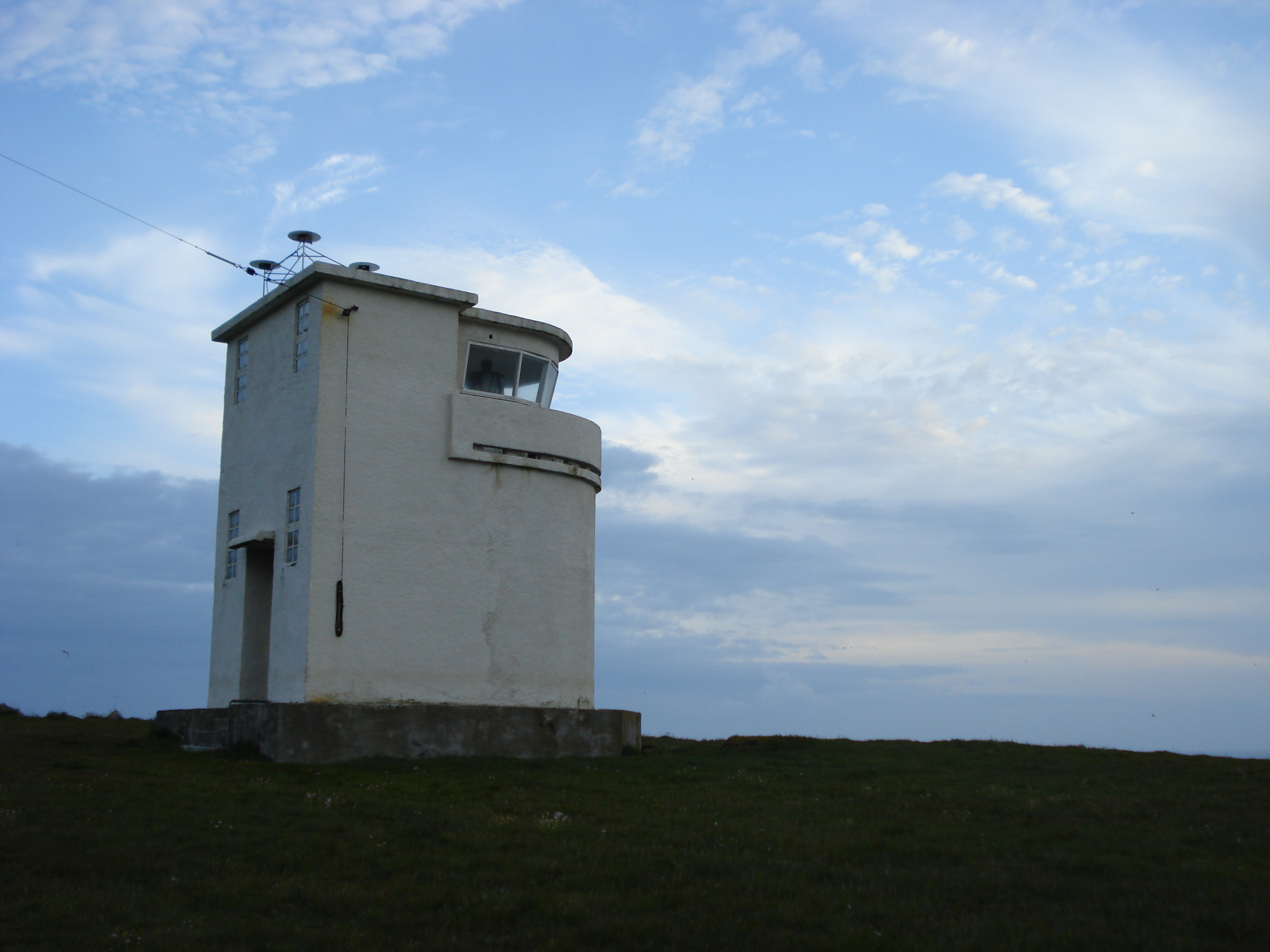
Phare de Bjargtangar

- Phare de Bjargtangar
- Phare de Klofningur
- Phare de Skor

### PatreksfjörðuretArnarfjörður

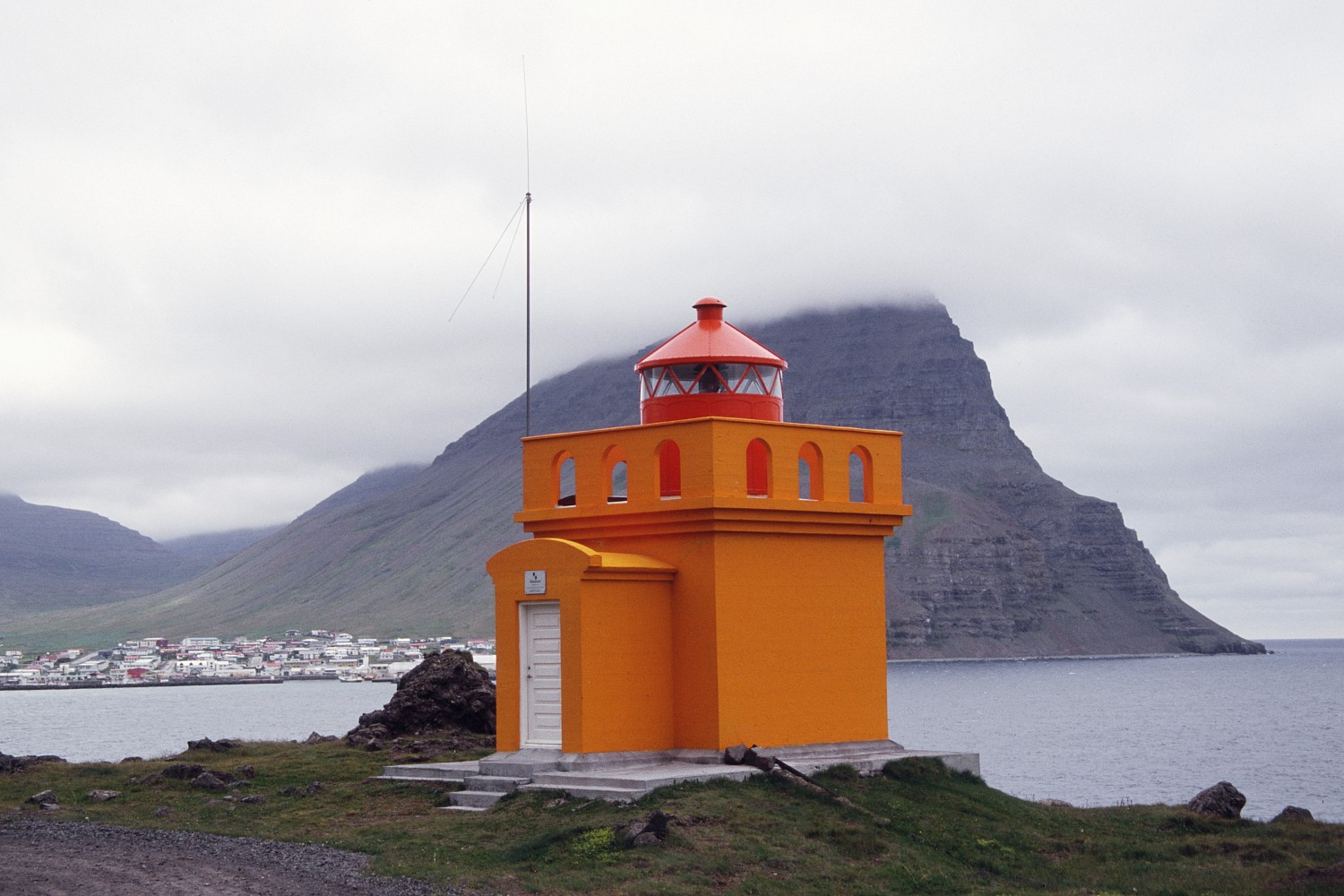
Phare d'Óshólar (Óshólaviti)

- Phare de Kópanes
- Phare de Langanes
- Phare d'Ólafur

### DýrafjörðuretSúgandafjörður
- Phare de Fjallaskagi
- Phare de Sauðanes (Súgandafjörður)
- Phare de Svalvogar

### Ísafjörður
- Phare d'Æðey
- Phare d'Arnarnes
- Phare de Göltur
- Phare d'Óshólar
- Phare de Sléttunes
- Phare de Straumnes (Vestfirðir)

### Côte nord
- Phare de Gjögur
- Phare de Hornbjarg
- Phare de Selsker

### Environs deDrangsnes
- Phare de Grímsey (Steingrimsfjörður)
- Phare de Malarhorn

## Phares deNorðurland vestra

### Húnaflói
- Phare de Kálfshamars
- Phare de Skagaströnd
- Phare de Skarð

### Skagafjörður
- Phare de Hegranes
- Phare de Málmey
- Phare de Sauðárkrókur
- Phare de Skagatá

### Siglufjörður
- Phare de Sauðanes (Norðurland vestra)
- Phare de Selvíkurnef
- Phare de Siglunes
- Phare de Straumnes (Norðurland vestra)

## Phares deNorðurland eystra

### Eyjafjörður
- Phare de Brík
- Phare de Gjögurtá
- Phare de Hjalteyri
- Phare de Hrísey
- Phare de Hrólfssker
- Phare de Svalbarðseyri

### Grímsey
- Phare de Grímsey

### Environs deHúsavík
- Phare de Flatey
- Phare de Húsavík
- Phare de Lundey

### Côte nord-est
- Phare de Digranes
- Phare de Grenjanes
- Phare de Hraunhafnartangi
- Phare de Kópasker
- Phare de Langanes
- Phare de Mánáreyjar
- Phare de Melrakkanes
- Phare de Rauðinúpur
- Phare de Raufarhöfn
- Phare de Tjörnes

## Phares d'Austurland

### Côte nord-est
- Phare de Brimnes
- Phare de Bjarnarey
- Phare de Dalatangi
- Phare de Glettinganes
- Phare de Kögur
- Phare de Kolbeinstangi
- Phare de Norðfjörður

### Côte est
- Phare de Gríma
- Phare de Hafnarnes
- Phare de Kambanes
- Phare de Landahóll
- Phare de Seley
- Phare de Selnes
- Phare de Streiti
- Phare de Vattarnes

### Côte sud-est
- Phare d'Æðarsteinn
- Phare de Hellir
- Phare de Hrollaugseyjar
- Phare de Hvalnes
- Phare de Hvanney
- Phare de Karlstaðatangi
- Phare de Ketilfes
- Phare de Papey
- Phare de Stokksnes

## Phares deSuðurland

### Côte sud
- Phare d'Alviðruhamrar
- Phare de Dyrhólaey
- Phare d'Ingólfshöfði
- Phare de Skaftárós
- Phare de Skarðsfjara

### Côte sud-ouest
- Phare de Knarrarós
- Phare de Selvogur
- Phare de Þorlákshöfn

### Îles Vestmann
- Phare de Faxasker
- Phare de Heimaey
- Phare de Stórhöfði
- Phare des Þridrangar
- Phare d'Urðir

## Phares deSuðurnes

### Côte sud
- Phare de Krísuvíkurberg
- Phare de Hópsnes
- Phare de Reykjanes
- Phare de Reykjanestá

### Environs deKeflavík
- Phare de Stafnes
- Phare de Sandgerði
- Phare de Garðskagi
- Phare de Hólmsberg
- Phare de Vatnsnes

### Approche deReykjavik
- Phare de Gerðistangi

## Phares deHöfuðborgarsvæðið

Phare de Grótta

- Phare d'Engey
- Phare de Grótta
- Phare de Hafnarfjörður
- Phare de Reykjavík
- Phare de Reykjavík Norðurgarði
- Phare de Reykjavík Ingólfsgarði

## Phares deVesturland

### Environs d'Akraneset deBorgarnes
- Phare d'Akranes
- Phare de Hvaleyri
- Phare de Krossvík
- Phare de Rauðanes
- Phare de Þormóðssker

### Côte sud de la péninsule deSnæfellsnes

Phare de Malarrif

- Phare d'Arnarstapi
- Phare de Kirkjuhóll
- Phare de Malarrif
- Phare de Svörtuloft

### Côte nord de la péninsule deSnæfellsnes
- Phare d'Elliðaey
- Phare de Höskuldsey
- Phare de Krossnes
- Phare d'Öndverðarnes
- Phare de Taska